# Bulgarischer Fußballpokal 1997/98
Der Bulgarischer Fußballpokal 1997/98 war die 58. Austragung des Pokalwettbewerbs im Fußball in Bulgarien. Pokalsieger wurde Lewski-1914 Sofia. Das Team setzte sich im Finale gegen ZSKA Sofia durch. Durch den Sieg qualifizierte sich Lewski für den Europapokal der Pokalsieger 1998/99.

## Modus
Bis zur dritten Runde und im Finale wurden die Begegnungen in einem Spiel entschieden. Bei unentschiedenem Ausgang gab es eine Verlängerung von zweimal 15 Minuten und gegebenenfalls ein Elfmeterschießen.
Vom Achtelfinale bis zum Halbfinale wurde der Sieger in Hin- und Rückspiel ermittelt. Bei Torgleichheit entschied zunächst die Anzahl der auswärts erzielten Tore, danach eine Verlängerung und falls erforderlich ein Elfmeterschießen.

## 2. Runde
| Datum      |                                  | Ergebnis |                              |
| ---------- | -------------------------------- | -------- | ---------------------------- |
| ??.10.1997 | FK Chaskowo (II)                 | ?:?      | Pirin Blagoewgrad (II)       |
| ??.10.1997 | Dunaw Rakowski Russe (II)        | ?:?      | Tschardafon Gabrowo (II)     |
| ??.10.1997 | Marek Dupniza (III)              | ?:?      | Septemwri Sofia (II)         |
| ??.10.1997 | Rodopa Smoljan (III)             | ?:?      | Lokomotive Kaspitschan (III) |
| ??.10.1997 | Energetik Pernik (III)           | ?:?      | FK Schumen (II)              |
| ??.10.1997 | Sagorez Nowa Sagora (III)        | ?:?      | Tscherno More Warna (II)     |
| ??.10.1997 | Belite Orli Plewen (III)         | ?:?      | Swetkawiza Targowischte (II) |
| ??.10.1997 | FC Hebar Pasardschik (III)       | ?:?      | Storgosija Plewen (II)       |
| ??.10.1997 | FK Bojtschinowzi (III)           | ?:?      | FC Tschirpan (III)           |
| ??.10.1997 | Wichar Gorubljane (III)          | ?:?      | FC Dimitrowgrad (II)         |
| ??.10.1997 | Planinez Aprilzi (III)           | ?:?      | FK Jambol (III)              |
| ??.10.1997 | PFK Montana (II)                 | ?:?      | FK Mariza Plowdiw (II)       |
| ??.10.1997 | Sokol 94 Plowdiw (III)           | ?:?      | Akademik Sofia (II)          |
| ??.10.1997 | Akademik-Bona Targowischte (III) | ?:?      | FK Kremikowzi (III)          |
| ??.10.1997 | FK Port-Autotrade Warna (II)     | ?:?      | FC Tschernomorez Burgas (II) |
| ??.10.1997 | Toplika Mineralni Bani (III)     | ?:?      | Kaliakra Kawarna (III)       |

## 3. Runde
Teilnehmer: Die 16 Sieger der 2. Runde und die 16 Erstligisten.
| Datum             |                              | Ergebnis              |                              |
| ----------------- | ---------------------------- | --------------------- | ---------------------------- |
| 11. November 1997 |                              |                       |                              |
| 11.11.1997        | Planinez Aprilzi (III)       | 0:4                   | Lewski-1914 Sofia (I)        |
| 11.11.1997        | Belite Orli Plewen (III)     | 0:1                   | Lokomotive Sofia (I)         |
| 11.11.1997        | FK Mariza Plowdiw (II)       | 2:2 n. V. (6:7 i. E.) | Botew Plowdiw (I)            |
| 12.11.1997        | Sagorez Nowa Sagora (III)    | 0:1                   | Etar Weliko Tarnowo (I)      |
| 12.11.1997        | FC Tschirpan (III)           | 0:4                   | Lewski Kjustendil (I)        |
| 12.11.1997        | Energetik Pernik (III)       | 0:3                   | Minjor Pernik (I)            |
| 12.11.1997        | Kaliakra Kawarna (III)       | 1:0                   | Olimpik Galata (I)           |
| 12.11.1997        | FC Hebar Pasardschik (III)   | 2:4                   | Spartak Warna (I)            |
| 12.11.1997        | Wichar Gorubljane (III)      | 1:0                   | FC Metalurg Pernik (I)       |
| 12.11.1997        | FK Chaskowo (II)             | 2:1                   | Lokomotive Plowdiw (I)       |
| 12.11.1997        | FK Spartak Plewen (I)        | 3:0                   | Akademik Sofia (II)          |
| 12.11.1997        | FC Tschernomorez Burgas (II) | 1:1 n. V. (8:9 i. E.) | PFC Dobrudscha Dobritsch (I) |
| 12.11.1997        | Litex Lowetsch (I)           | 2:1                   | FK Kremikowzi (III)          |
| 12.11.1997        | Tschardafon Gabrowo (II)     | 0:4                   | Neftochimik Burgas (I)       |
| 12.11.1997        | Septemwri Sofia (II)         | 0:1 n. V.             | Slawia Sofia (I)             |
| 12.11.1997        | Rodopa Smoljan (III)         | 0:1                   | ZSKA Sofia (I)               |

## Achtelfinale
| Datum             |                              | Gesamt |                         | Hinspiel | Rückspiel |
| ----------------- | ---------------------------- | ------ | ----------------------- | -------- | --------- |
| 19.11./29.11.1997 | Etar Weliko Tarnowo (I)      | 1:6    | Lewski-1914 Sofia (I)   | 1:4      | 0:2       |
| 19.11./29.11.1997 | Lewski Kjustendil (I)        | 4:2    | Minjor Pernik (I)       | 3:0      | 1:2       |
| 19.11./29.11.1997 | Lokomotive Sofia (I)         | 10:00  | Kaliakra Kawarna (III)  | 6:0      | 4:0       |
| 19.11./29.11.1997 | Spartak Warna (I)            | 9:3    | Wichar Gorubljane (III) | 8:0      | 1:3       |
| 19.11./29.11.1997 | FK Spartak Plewen (I)        | 5:2    | FK Chaskowo (I)         | 2:0      | 3:2       |
| 19.11./29.11.1997 | PFC Dobrudscha Dobritsch (I) | 3:9    | Litex Lowetsch (I)      | 2:1      | 1:8       |
| 19.11./29.11.1997 | Neftochimik Burgas (I)       | 1:2    | Slawia Sofia (I)        | 1:0      | 0:2       |
| 19.11./29.11.1997 | Botew Plowdiw (I)            | 0:2    | ZSKA Sofia (I)          | 0:0      | 0:2       |

## Viertelfinale
| Datum             |                       | Gesamt |                       | Hinspiel | Rückspiel |
| ----------------- | --------------------- | ------ | --------------------- | -------- | --------- |
| 03.12./13.12.1997 | Lewski-1914 Sofia (I) | 4:1    | Lewski Kjustendil (I) | 2:0      | 2:1       |
| 03.12./13.12.1997 | Lokomotive Sofia (I)  | 6:3    | Spartak Warna (I)     | 4:1      | 2:2       |
| 03.12./13.12.1997 | Litex Lowetsch (I)    | 8:1    | FK Spartak Plewen (I) | 5:1      | 3:0       |
| 03.12./13.12.1997 | Slawia Sofia (I)      | 3:5    | ZSKA Sofia (I)        | 1:1      | 2:4       |

## Halbfinale
| Datum             |                      | Gesamt |                       | Hinspiel | Rückspiel |
| ----------------- | -------------------- | ------ | --------------------- | -------- | --------- |
| 15.03./06.05.1998 | Lokomotive Sofia (I) | 1:3    | Lewski-1914 Sofia (I) | 1:2      | 2:3       |
| 15.03./06.05.1998 | ZSKA Sofia (I)       | 4:3    | Litex Lowetsch (I)    | 1:3      | 03:0 1    |

## Finale
| Paarung           | ZSKA Sofia – Lewski-1914 Sofia |
| Ergebnis          | 0:5 (0:2) |
| Datum             | 13. Mai 1998 |
| Stadion           | Wassil-Lewski-Stadion, Sofia |
| Zuschauer         | 50.000 |
| Schiedsrichter    | Markus Merk ( Deutschland) |
| Tore              | 0:1 Nikolaj Todorow (14.) 0:2 Alexandar Alexandrow (32.) 0:3 Dontscho Donew (48.) 0:4 Georgi Iwanow (72.) 0:5 Georgi Jordanow (90., Eigentor) |
| ZSKA Sofia        | Radostin Stanew – Emil Kremenliew, Dobromir Mitow (55. Michail Jumerski), Anton Batschew, Georgi Jordanow – Milen Petkow, Krassimir Tschomakow, Stilijan Petrow (26. Atanas Georgiew), Bonscho Gentschew (52. Iwajlo Andonow) – Emil Kostadinow , Petar Schabow Cheftrainer: Petar Sechtinski |
| Lewski-1914 Sofia | Dimitar Iwankow – Wladimir Iwanow, Milen Radukanow, Iwan Wassilew, Nikolaj Todorow – Wladimir Jonkow, Wiktorio Pawlow (29. Jordan Marinow), Alexandar Alexandrow (69. Asen Nikolow) – Dontscho Donew, Georgi Iwanow, Georgi Borissow, (81. Ilijan Simeonow) Cheftrainer: Michail Waltschew    |
| Gelbe Karten      | Bonscho Gentschew – Wladimir Jonkow |